# Tupí antiguo
El tupí clásico es una lengua tupí que hablaban los pueblos tupíes de Brasil, en su mayoría los que habitaban las regiones costeras del sur y sureste de Brasil. Pertenece a la familia lingüística tupí-guaraní y tiene una historia escrita que abarca los siglos XVI, XVII y principios del XVIII. A principios del período colonial, los europeos y los aborígenes usaban el tupí como lengua franca en todo Brasil, y tenía un uso literario, pero luego fue suprimido casi hasta la extinción, dejando solo un descendiente con un número apreciable de hablantes, el ñeꞌengatú. 
Los nombres tupí antiguo y tupí clásico se usan para el idioma por los eruditos modernos, pero los hablantes nativos lo llamaron de diversas formas: ñeendyba (lenguaje común) y abáñeenga (lengua humana), en tupí antiguo, o língua brasílica (lengua brasílica) y língua geral (lengua general), en portugués. Este último es el nombre con el que se conocen dos linguae francae diferentes (resultado de la simplificación del tupí) habladas en Brasil: la língua geral paulista (o tupí austral), actualmente extinta; y la língua geral amazônica, del que desciende el moderno ñeꞌengatú.
Ambas lenguas eran variantes de lenguas indígenas tupí-guaraníes. Los colonizadores portugueses llegaron a Brasil en el siglo XVI y, enfrentados al problema de comunicarse con indígenas que hablaban una gran cantidad de lenguas indígenas diferentes, adoptaron estas formas simplificadas como medio de comunicación efectiva con esos grupos, ya que muchos de ellos conocían o entendían parcialmente alguna forma de tupí. Las dos línguas gerais mencionadas fueron usadas en diversas misiones jesuíticas de Brasil y por los primeros colonizadores, y llegó a ser usado también por los esclavos negros y otros grupos indígenas que con el tiempo abandonaron su propia lengua en favor de alguna língua geral.

## Pronombres personales
Los pronombres de personas en tupí se destacan por tener dos formas de decir "nosotros". Oré es un nodo exclusivo, que excluye a los oyentes, y îandé, que incluye a los oyentes. Los pronombres personales pueden ser de dos clases.
| 1.ª clase | 2.ª classe | Traducción           |
| --------- | ---------- | -------------------- |
| ixé       | xe         | Yo                   |
| endé      | nde        | Tu                   |
| a'e*      | i (ou s)   | Él                   |
| oré       | oré        | Nosotros (exclusivo) |
| îandé     | îandé      | Nós (inclusivo)      |
| peẽ       | pe         | Vosotros             |
| a'e*      | i (ou s)   | Ellos                |

- a'e significa más propiamente eso(s), eso(s), pero puede usarse como pronombre personal de tercera persona, tanto en singular como en plural.[1]

Los pronombres de 1.ª clase se suelen utilizar solos o con verbos (más concretamente los de primera conjugación, o 1.ª clase). Ejemplo: ixé a-karukatu: Comí bien. ¿Abápe morubixaba? – Ixé: ¿quién es el jefe? – Soy yo.
En muchos casos se utilizan verbos de segunda clase. Algunos de ellos:
- con adjetivos: xe porang, soy guapo.
- con verbos de segunda conjugación: nde ma'endurar sesé, te acuerdas de él.
- en relación genitiva: i membyra, su hijo. S-era: su nombre

## Verbos
En el tupí antiguo, la conjugación del verbo se hace al principio de la palabra. Además, los verbos pueden representar una acción presente, pasada o futura, ya que, a diferencia del portugués, no expresan tiempo. (El tiempo futuro, en particular, se forma agregando la partícula -ne al final de la oración, pero eso no cambia el hecho de que el verbo en sí no expresa tiempo).
| Pron.       | karu (comer) | gûatá (andar) | ker (dormir) | pererek (saltar) | nhan (correr) | Tradução                                    |
| ----------- | ------------ | ------------- | ------------ | ---------------- | ------------- | ------------------------------------------- |
| Ixé (eu)    | akaru        | agûatá        | aker         | apererek         | anhan         | Yo como/comí, camino/caminé...              |
| Endé (tu)   | erekaru      | eregûatá      | ereker       | erepererek       | erenhan       | Tu comes/comeste, andas/andaste...          |
| A'e (ele*)  | okaru        | ogûatá        | oker         | opererek         | onhan         | Él come/comió, camina/caminó...             |
| Oré (nós)   | orokaru      | orogûatá      | oroker       | oropererek       | oronhan       | Nosotros (excl.) comemos, caminamos...      |
| Îandé (nós) | îakaru       | îagûatá       | îaker        | îapererek        | îanhan        | Nosotros (incl.) comemos, caminamos...      |
| Peẽ (vós)   | pekaru       | pegûatá       | peker        | pepererek        | penhan        | Vosotoros comes/comiste, caminas/caminas... |
| A'e (eles*) | okaru        | ogûatá        | oker         | opererek         | onhan         | Ellos comen/comieron, caminan/caminaron...  |

### Modos verbales

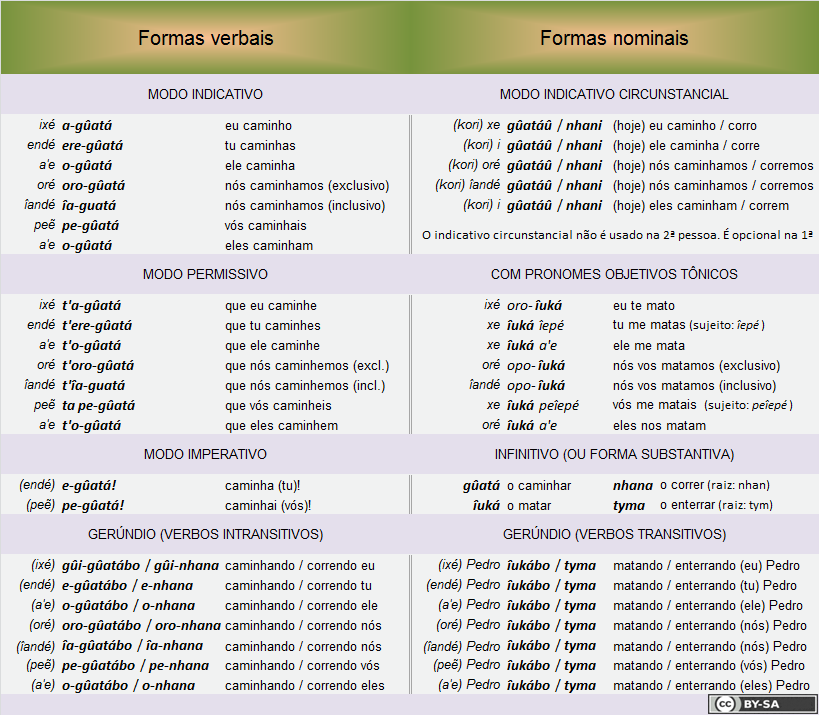
Modos verbales en tupí. (Tabla en portugués.)

## Lenguas que son desarrollos del tupí antiguo

### Língua Geral Amazônica
La língua geral amazônica (lengua general amazónica), o también língua brasílica (lengua brasílica), se basaba en el tupinambá, la lengua de los tupíes que vivían a lo largo de la costa norte de Brasil entre en los actuales estados de Maranhão y Pará. Posteriormente la lengua se extendió hacia el interior de Brasil, como lingua franca, a través de la selva amazónica entre los siglos XVII y XVIII. Su uso declinó a partir del siglo XVIII, como resultado de la orden dada por el marqués de Pombal de usar exclusivamente el portugués como lengua administrativa en 1758 y de la expulsión de los jesuitas de Brasil (1759), además de las migraciones posteriores en el interior de Brasil.
El ñeꞌengatú (también nhengatú, nyengatú, geral o yeral) es una forma moderna basada a su vez en la língua geral amazônica, que todavía se habla a lo largo del río Negro en el norte de Brasil, así como en las regiones adyacentes de Colombia y Venezuela. Todavía quedarían alrededor de 8 mil hablantes según las estimaciones de Ethnologue (2005) (Rohter da un número sustancialmente superior). Recientemente la língua geral amazônica ha recuperado reconocimiento y prominencia tras haber sido marginada durante años. Desde el punto de vista lingüístico está emparentada con el guaraní, que goza de oficialidad en Paraguay.

### Língua Geral Paulista
La língua geral paulista (lengua general paulista), o tupí austral está basada en la lengua de los tupís que vivían en São Vicente, y en el alto Tietê. En el siglo XVII se hablaba ampliamente en São Paulo y se extendió a las regiones vecinas, hoy denominada tradicionalmente Paulistania. Posteriormente perdió terreno frente al portugués, apoyado oficialmente, pero siguió siendo el idioma más hablada por el pueblo hasta al menos la mitad del siglo XIX. La muerte de la lengua influyó en la formación del dialecto caipira.